# Прохоров, Арсений Иосифович
Арсений Иосифович Прохоров (7 ноября 1894, Мологский уезд, Ярославская губерния — 5 ноября 1980, Санчурск, Кировская область) — советский хозяйственный, государственный и политический деятель. Заслуженный врач РСФСР.

## Биография
Родился 7 ноября 1894 года в деревне Путилково Брейторской волости.
С 1910 года — на хозяйственной, общественной и политической работе. В 1910—1970 гг. — работал у купца Суровешкина в Петербурге, ученик и чернорабочий общества винокуренных заводчиков в Петербурге и Казани, фельдшер в русской армии и РККА, главный врач Санчурской больницы Вятской губернии/Кировской области, начальник лечебно-профилактического управления Кировского крайздравотдела, заместитель заведующего крайздравотдела, главный хирург медсанбата в советско-финской войне, начальник эвакогоспиталя, хирург-консультант Санчурской больницы.
Избирался депутатом Верховного Совета РСФСР 4-го созыва.
Умер в 1980 году в Санчурске.

## Комментарии
1. ↑  Деревня Путилково[1], Пучилкова[2], относившаяся к Мологскому уезду Ярославской губернии, утрачена в 1940-е годы при наполнении чаши Рыбинского водохранилища; ныне — территория Брейтовского района Ярославской области.